# Bürgerliste Salzburg
Die Bürgerliste Salzburg ist eine um 1975 entstandene politische Gruppierung in der österreichischen Landeshauptstadt Salzburg. Sie war die erste bei Wahlen erfolgreiche Grünbewegung in Österreich. Die von Beginn an erfolgreiche Partei stellt heute mit 15,2 % (2019) der Wählerstimmen sechs Gemeinderäte und eine Stadträtin.

## Geschichte
Die Bürgerliste entstand aus einer Protestbewegung von Bürgerinitiativen, die sich die geplante Verbauung der großen Grünflächen am Südrand der Stadt Salzburg entlang der Hellbrunner Allee und in Freisaal wandte. Neben der Erhaltung von historisch bedeutsamen Kulturlandschaften bemühten sich die Aktivisten auch um den Schutz der Salzburger Altstadt. Diesbezüglich fungierte als Mentor und Mahner vor allem der bekannte Kunsthistoriker der Universität Salzburg Hans Sedlmayr (auch mit dem Buch "Stadt ohne Landschaft – Salzburgs Schicksal morgen?, 1970).
Kurz vor den Gemeinderatswahlen im Oktober 1977 formierte sich die Liste Vereinigte Bürgerlisten – Rettet Salzburg, die 5,6 % der Stimmen erreichte. Am 2. Oktober 1977 errang die Bürgerliste Salzburg zwei Mandate, die durch Herbert Fux und Richard Hörl besetzt wurden.
Die Bürgerliste positionierte sich zunächst als Kämpferin gegen Bauspekulation und deren Verbindungsleute in den etablierten Parteien und fand dabei überregionale Beachtung. 1982 erreichte sie 17,7 % der Stimmen und sechs Mandate im Stadtparlament. Johannes Voggenhuber wurde Stadtrat für Umweltschutz, Raumplanung, Verkehr und Altstadterhaltung. Die Altstadt erhielt eine durchgehende Fußgängerzone, es kam zur Verabschiedung einer Grünlanddeklaration. Voggenhuber richtete auch einen Gestaltungsbeirat ein.
Nach der leichten Wahlniederlage von 1987 verlor die Bürgerliste zwei Mandate. Ein neues Team rund um Johann Padutsch und Elisabeth Moser beschritt den Weg zur Festigung der zuvor eher losen internen Strukturen, die „bürgerlich-grünen“ Themen Umwelt- und Grünlandschutz wurden durch soziale Themen, Menschenrechte und Kulturfragen allmählich in den Hintergrund gerückt. Damit verstärkten sich aber auch die internen Konflikte, speziell nach dem Wahlerfolg bei den Gemeinderatswahlen von 1992 (16,5 %), der Johann Padutsch zur Funktion des Vizebürgermeisters und Stadtrates für Planung, Verkehr, Naturschutz und Umwelt verhalf.
Die pragmatische Integration der einstigen Protestpartei in die Stadtpolitik führte letztlich zum Bruch mit „Gründungsvater“ Herbert Fux. Laut Padutsch sei dessen Widerstand gegen den sozialen Wohnbau im Süden der Stadt mit den Anliegen der Bürgerliste nicht mehr vereinbar gewesen. Fux sah die Ziele seiner ursprünglichen Protestbewegung stark gefährdet. 2004 erzielte die Bürgerliste 15,11 % Stimmenanteil. Ungeachtet ihres Zielwandels blieb die Bürgerliste politisches Zünglein an der Waage. Während sich die  Bürgerliste Salzburg Land in Die Grünen Salzburg umbenannte, blieben die Stadt-Grünen bei der Bezeichnung Bürgerliste (abgekürzt: BL), tragen seit Juni 2007 aber den Zusatz Die Grünen in der Stadt.
Bei den Gemeinderatswahlen 2009 erhielt die Bürgerliste einen Anteil von 16,42 % der Stimmen. Sie war mit Johann Padutsch als Stadtrat sowie weiteren sechs Gemeinderatsmitgliedern weiterhin in der Stadtregierung vertreten.
Die Gemeinderatswahl 2014 brachte kleine Verluste für die Bürgerliste, sie erhielten 13,5 % der Stimmen (2009: 16,4 %).
Im Juni 2018 wurde Martina Berthold zur Vorsitzenden gewählt, Anna Schiester zu ihrer Stellvertreterin. Sie folgten damit Johann Padutsch und seiner Stellvertreterin Inge Haller nach. Padutsch gab an, das Amt als Stadtrat noch bis zur Gemeinderatswahl 2019 ausüben zu wollen.